# Проктор, Джордж Ричардсон
Джордж Ри́чардсон Про́ктор (англ. George Richardson Proctor, 13 июля 1920 — 12 октября 2015) — американский ботаник, длительное время занимавшийся изучением флоры Ямайки.

## Биография
Родился в Бостоне. С 1945 года учился в Пенсильванском университете, в 1946—1947 годах также работал ассистентом в гербарии Филадельфийской академии наук. В 1948 году был приглашён для участия в экспедиции Камминза Кэтервуда и Чарлза Чеплина в Вест-Индию (Catherwood—Chaplin West Indies Expedition), в составе которой посетил Кубу, острова Кайман, колумбийские острова Сан-Андрес-и-Провиденсия, материковую Колумбию.
Первые публикации печатались Уильямом Максоном в American Fern Journal, были посвящены флоре папоротников. В 1949 году Проктор переехал на Ямайку, отчасти для того, чтобы закончить монографию местной флоры папоротников, оставленную Максоном. С 1951 года работал в Ямайском институте, где возглавлял кафедре естественной истории.
В 1982—1983 годах Проктор занимался реорганизацией гербария Ботанического сада Санто-Доминго в Доминиканской республике. С 1983 года он руководил гербарием правительства Пуэрто-Рико в Сан-Хуане.
Проктор изучал флору более 50 островов, в его гербарии насчитывается свыше 55 тысяч образцов. Автор ряда региональных монографий.
Награждён Медалью Масгрейва Института Ямайки (1976), а также ямайским Орденом Отличия (1976). В 1978 году Международный университет Флориды присвоил Проктору почётную степень доктора, в 2004 году он стал почётным доктором Университета Вест-Индии.
В апреле 2006 года Проктор был арестован при погрузке на борт самолёта в США по обвинению в заговоре с целью убийства собственной жены и ещё трёх человек, через месяц был отпущен под залог. В 2010 году приговорён к четырём годам заключения. В тюрьме продолжал работу над обновлённым изданием «Флоры Островов Кайман», вышедшем в 2012 году. В октябре 2012 года 92-летний Проктор был освобождён из-под стражи в связи с ухудшившимся состоянием здоровья и депортирован в Нью-Йорк.
Скончался 12 октября 2015 года. Похоронен на кладбище Маунт-Оберн в Массачусетсе.

## Некоторые научные работы
- Proctor, G. R. Results of the Catherwood-Chaplin West Indies Expedition, 1948. Part I. Plants of Cayo Largo (Cuba), San Andrés and Providencia // Proceedings of the Academy of Natural Sciences of Philadelphia. — 1950. — Vol. 102. — P. 27—42.
- Gooding, E. G. B., Loveless, A. R., Proctor, G. R. Flora of Barbados. — London, 1965. — 486 p.
- Proctor, G. R. Flora of the Cayman Islands. — London, 1984. — 834 p.
- Proctor, G. R. Ferns of Jamaica. — London, 1985. — 631 p.
- Proctor, G. R. Ferns of Puerto Rico and the Virgin Islands. — Bromx, 1989. — 389 p.

## Растения, названные именем Дж. Проктора
- Proctoria Luer, 2004
- Amauropelta proctorii (A.R.Sm. & Lellinger) A.R.Sm., 2015
- Argythamnia proctorii J.W.Ingram, 1967
- Calyptranthes proctorii Acev.-Rodr., 1999, nom. nov.
- Chionanthus proctorii Stearn, 1979
- Coccoloba proctorii R.A.Howard, 1957
- Coccothrinax proctorii Read, 1980
- Cochlidium proctorii (Copel.) L.E.Bishop, 1978
- Columnea proctorii Stearn, 1969
- Euphorbia proctorii (D.G.Burch) Correll, 1980
- Hohenbergia proctorii L.B.Sm., 1960
- Lepanthes proctorii Garay & Hespenh., 1968
- Lepidaploa proctorii (Urbatsch) H.Rob., 1990
- Malpighia proctorii Vivaldi, 1982
- Oxandra proctorii Lundell, 1974
- Phoradendron proctorii Kuijt, 2003
- Pisonia proctorii Lundell, 1971
- Portlandia proctorii (Aiello) Delprete, 2003
- Pterichis proctorii Garay, 1954
- Teucrium proctorii L.O.Williams, 1972
- Vriesea proctorii (Cedeño-Mald.) Acev.-Rodr., 2012
- Zephyranthes proctorii Acev.-Rodr. & M.T.Strong, 2005